# Gevelsdorf
Gevelsdorf is een plaats in de Duitse gemeente Titz, deelstaat Noordrijn-Westfalen, en telt 335 inwoners (2006).